# Manaraii Porlier
Manaraii Porlier (ur. 1 grudnia 1989) – piłkarz z Tahiti grający na pozycji napastnika. Od 2018 jest zawodnikiem klubu AS Tiare Tahiti.

## Kariera klubowa
Karierę piłkarską Porlier rozpoczął w klubie AS Excelsior. W 2011 roku zadebiutował w nim w pierwszej lidze Tahiti. W latach 2016–2018 grał w AS Dragon, z którym w sezonie 2016/2017 wywalczył mistrzostwo Tahiti. W 2018 przeszedł do AS Tiare Tahiti.

## Kariera reprezentacyjna
W reprezentacji Tahiti Porlier zadebiutował 1 czerwca 2012 w wygranym 10-1 meczu eliminacji Mistrzostw Świata z Samoa. W tym samym roku wystąpił z Tahiti w Pucharze Narodów Oceanii. Tahiti ten turniej wygrało po raz pierwszy w historii.